# Apothicaire et Perruquier

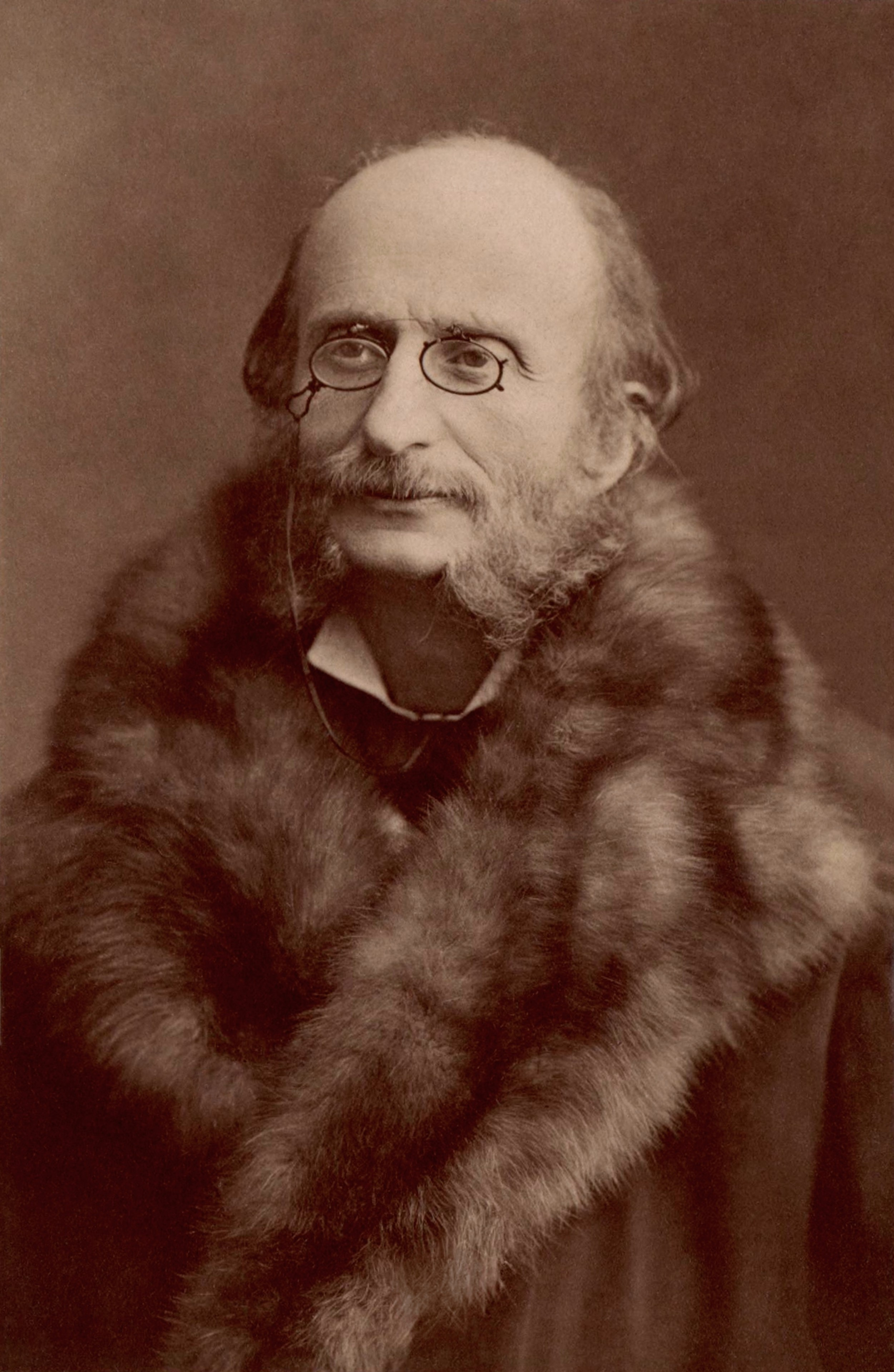
Portrait de Jacques Offenbach

Apothicaire et Perruquier est une opérette-bouffe en un acte dont la musique est composée par Jacques Offenbach et le livret écrit par Élie Frébault. 
La première a eu lieu le 17 octobre 1861. Il s'agit d'un « pastiche » dans le style vocal du XVIIIe siècle.

## Histoire
Le livret de cette « opérette du temps jadis » a d'abord été mis en musique par Laurent de Rillé, mais la partition a été perdue. Offenbach compose donc une nouvelle musique dans le style classique dont la première a lieu le 17 octobre 1861 à la Salle Choiseul (Théâtre des Bouffes-Parisiens de Paris). Elle est jouée en 1862 au Carltheater de Vienne, puis en 1863 à Berlin et à Ljubljana. Plus tard, l'opérette est représentée en même temps que La Permission de dix heures en septembre 1873 au Théâtre de la Renaissance.
L'édition critique de Jean-Christophe Keck de l'opérette Apothicaire et Perruquier est représentée au Kurtheater de Bad Ems (en allemand) le 1er juin 2007 avec le WDR Rundfunkorchester Köln dirigé par Helmut Froschauer et les solistes Mojca Erdmann (Sempronia), Jörg Sabrowski (Chilpéric), Leandro Fischetti (Boudinet) et Michael Ganz (Plumoiseau).

## Rôles
| Rôle       | Voix    | Distribution de la première du 17 octobre 1861 (chef d'orchestre: Jacques Offenbach) |
| ---------- | ------- | ------------------------------------------------------------------------------------ |
| Boudinet   | ténor   | Desmonts                                                                             |
| Chilpéric  | ténor   | Pierre-Armand Potel                                                                  |
| Plumoizeau | ténor   | Jean-Paul                                                                            |
| Sempronia  | soprano | Mlle Gervais                                                                         |

## Argument
Un salon modeste à l'époque de Louis XV
Boudinet lit une lettre de son vieil ami, l'ancien apothicaire Plumoizeau de La Palisse, retenu à cause de sa santé. Boudinet a donné son accord au mariage de sa fille Sempronia avec le fils de Plumoizeau, Théobule, alors que les deux jeunes gens ne se sont jamais vus. C'est le jour de la cérémonie, il attend le perruquier de la mariée, qui doit arranger sa coiffure, et le futur mari de celle-ci que son père a qualifié dans sa lettre de timide et un peu susceptible.
Le coiffeur Chilpéric fait son entrée, mais Boudinet le prend pour le fiancé et lui fait mille compliments, l'invitant à dîner, mais ne lui permettant pas de voir sa fiancée. Alors que Boudinet part vérifier la préparation de l'événement, Chilpéric resté seul chante une romance (Un ange, une femme inconnue) à propos d'une jeune fille qu'il a rencontrée à Carpentras et qui avait les plus beaux cheveux du monde. Lorsque Sempronia entre à son tour, les deux jeunes gens se reconnaissent immédiatement (Que vois-je ?… suis-je le jouet d’une apparition ? Est-ce une illusion décevante !… Veill’-je ou dorm’-je ?), mais elle pense qu'il s'agit du fils de l'apothicaire. Lorsque le jeune apothicaire Plumoizeau arrive, Boudinet (qui le prend pour le perruquier) le blâme pour son retard, car la cérémonie ne peut commencer sans lui... les quatre personnages expriment leur sentiment dans un chant d'ensemble. Il est demandé au fils Plumoizeau d'aller coiffer la jeune fille, ce dont il est bien incapable. Après des quiproquos entre le père et le vrai coiffeur, Sempronia revient coiffée n'importe comment, et se plaint du prétendu perruquier qui a cassé son beau peigne en écaille de tortue. Chilpéric se propose d'arranger tout cela et ils sortent de scène. Boudinet et le fils Plumoizeau se disputent, car le père se plaint que sa fille ne soit pas coiffée et le futur marié se plaint d'être si mal traité par le vieil ami de son père.
Sempronia revient pendant la dispute et au milieu de la confusion générale elle déclare qu'elle est amoureuse de Chilpéric. Pour Boudinet, il est impossible que sa fille refuse sa main à un Plumoizeau. Entendant cela, Chilpéric révèle que son nom de famille est aussi Plumoizeau ; en fait c'est un cousin du fils de l'apothicaire, Théobule – et les deux cousins s'embrassent et décident d'aller dîner ensemble. Mais Boudinet les en empêche et consent au mariage de Sempronia avec le coiffeur – en présence du jeune apothicaire. Le chant final réconcilie tout le monde : « Vous allez entrer en ménage, gardez-vous (gardons-nous) bien tous deux après six mois de mariage de vous (nous) prendre aux cheveux ! »